# Hội Hỗ trợ gia đình liệt sĩ Việt Nam
Hội Hỗ trợ gia đình liệt sĩ Việt Nam là một tổ chức xã hội của công dân, tổ chức Việt Nam hoạt động với mục đích: hỗ trợ các gia đình liệt sĩ tiếp cận, thực hiện và thụ hưởng các chế độ chính sách của Đảng và Nhà nước; góp phần giúp các gia đình liệt sĩ thu thập thông tin, tìm kiếm hài cốt liệt sĩ còn thất lạc hoặc chưa xác định được danh tính; tham gia khảo sát, nghiên cứu và đề xuất với các cơ quan quản lý nhà nước về chính sách và các giải pháp thực hiện chính sách về liệt sĩ và thân nhân liệt sĩ.
Hội Hỗ trợ gia đình liệt sĩ Việt Nam được thành lập ngày 24/10/2010 theo Quyết định chấp thuận của Bộ Nội vụ số 1081/QĐ-BNV ngày 17 tháng 9 năm 2010. Tại Đại hội lần thứ I Hội Hỗ trợ gia đình liệt sĩ Việt Nam ngày 24/10/2010 đã thông qua Điều lệ Hội, và Điều lệ đã được Bộ Nội vụ phê duyệt tại Quyết định số 1081/QĐ-BNV ngày 17 tháng 9 năm 2010.
Văn phòng Hội đặt tại số số 36 Hoàng Diệu, quận Ba Đình, Hà Nội.

## Mục đích
Hội Hỗ trợ gia đình liệt sĩ Việt Nam là một tổ chức xã hội của công dân, tổ chức Việt Nam hoạt động với mục đích: hỗ trợ các gia đình liệ t sĩ tiếp cận, thực hiện và thụ hưởng các chế độ chính sách của Đảng và Nhà nước; góp phần giúp các gia đình liệt sĩ thu thập thông tin, tìm kiếm hài cốt liệt sĩ còn thất lạc hoặc chưa xác định được danh tính; tham gia khảo sát, nghiên cứu và đề xuất với các cơ quan quản lý nhà nước về chính sách và các giải pháp thực hiện chính sách về liệt sĩ và thân nhân liệt sĩ.